# Mobulidae
Mobulidae es una familia de rayas que contiene un único género, Mobula. Se distinguen de otras rayas por la presencia de aletas cefálicas, su alimentación mediante filtración y su modo de vida pelágico en lugar de bentónico. Incluye a las mantas y rayas diablo.  

## Taxonomía
Tradicionalmente, la familia Mobulidae se dividía en dos géneros, Manta y Mobula, pero evidencias genéticas han redefinido el género Mobula, incorporando a las especies del género Manta, que fue descartado.

## Registro fósil
Se conocen varios fósiles de la familia Mobulidae, incluidos Archaeomanta, Burnhamia, Eomobula y Paramobula.

## Amenazas
Sus características biológicas y de comportamiento (bajas tasas de reproducción, madurez tardía y comportamiento de agregación) hacen que estas especies sean especialmente vulnerables las amenazas, siendo la principal la sobreexplotación pesquera y la captura accidental.Estas rayas son capturadas con una amplia variedad de tipos de aparejos, incluyendo arpones, redes de deriva, redes de cerco, redes de enmalle, trampas, redes de arrastre y palangres, siendo particularmente susceptibles a la captura incidental en pesquerías de cerco y de palangre, a la captura dirigida en pesquerías artesanales y al enmalle incidental.
Son capturadas por su carne (para consumo humano o alimento para animales), piel, cartílago, aceite de hígado, aletas y placas branquiales. Las aletas pectorales y las placas branquiales se exportan a Asia siendo las placas branquiales usadas para tónicos de salud.
El creciente comercio internacional de placas branquiales ha llevado a la expansión de pesquerías de móbulas en su mayoría no reguladas ni monitoreadas en todo el mundo. Estas especies también son una captura incidental en muchas pesquerías de pequeña y gran escala, con gran parte de estas capturas no reportadas. La falta de datos específicos sobre capturas por especie, esfuerzo pesquero y datos poblacionales requiere el uso de inferencias generales del género para evaluar la reducción de las poblaciones
No existen datos históricos de referencia ni cifras globales precisas para ninguna especie de móbula, pero se ha observado un declive generalizado en todo el género por la disminución de avistamientos por unidad de esfuerzo de las poblaciones monitoreadas Las placas branquiales han aumentado los precios debido a la disminución de la oferta por la dificultad de encontrarlas
Otras amenazas son la destrucción y degradación de hábitats, el cambio climático, la acidificación de los océanos y la contaminación, al igual que el turismo no regulado.